# أصغر سنا (مسلسل)
الأصغر سنا هي سلسلة تلفزيونية أمريكية تم إطلاقها من قبل دارين ستار، الذي يبث في 31 على قناة تي في لاند و 7 على M3 في كندا. تقوم السلسلة على رواية Younger للكاتبة باميلا ريدموند ساتران.
في فرنسا، هذه السلسلة ستبث على Téva. وحصريا في جميع البلدان الناطقة بالفرنسية.

## ملخص
ليزا (ساتون فوستر) 40 عاما وأم عازبة طلقت مؤخرا وتبحث عن وظيفة، والتي تبين أنه أمر صعب على امرأة في عمرها. بعد تصريحات الشاب جوش (نيكو Tortorella)، بعد ملاحظة من طالبة شابة قررت أن تجعلها أكثر شبابا من خلال ماكياج مع مساعدة من أفضل صديقة لها ماجي (ديبي مزار) وستدعي أن تكون امرأة من 26 عاما. في وظيفتها الجديدة، ستصبح مساعدة ديانا (ميريام شور) و زميلة كيلسي (هيلاري داف).

## روابط خارجية
- أصغر سنا على موقع IMDb (الإنجليزية)
- أصغر سنا على موقع ميتاكريتيك (الإنجليزية)
- أصغر سنا على موقع روتن توميتوز (الإنجليزية)
- أصغر سنا على موقع كينوبويسك (الروسية)
- أصغر سنا على موقع ألو سيني (الفرنسية)
- أصغر سنا على موقع قاعدة بيانات الفيلم (الإنجليزية)